# Six of a Kind
Six of a Kind is een Amerikaanse filmkomedie uit 1934 onder regie van Leo McCarey. Destijds werd de film in Nederland uitgebracht onder de titel Cupido in het reisbureau.

## Verhaal
J. Pinkham Whinney en zijn vrouw Flora gaan op reis naar Californië. Ze gaan samen met George Edwards en Gracie Devore om de kosten te delen. Een bankbediende heeft 50.000 dollar in de koffer van Whinney verborgen en wil hem tijdens de reis bestelen, maar Whinney neemt een omweg en wordt gearresteerd in Nevada.

## Rolverdeling
| Acteur           | Personage            |
| ---------------- | -------------------- |
| Charles Ruggles  | J. Pinkham Whinney   |
| Mary Boland      | Flora Whinney        |
| W.C. Fields      | Sheriff John Hoxley  |
| George Burns     | George Edward        |
| Gracie Allen     | Gracie Devore        |
| Alison Skipworth | Mevrouw Rumford      |
| Bradley Page     | Ferguson             |
| Grace Bradley    | Goldie               |
| William J. Kelly | Gilette              |
| Phil Tead        | Klerk op de redactie |